# Shinji Morita
Shinji Morita (森田 真司 Morita Shinji?, nacido el 24 de junio de 1987 en Kanagawa) es un exfutbolista japonés. Jugaba de centrocampista y su último club fue el Grulla Morioka de Japón.

## Trayectoria

### Clubes
| Club                | País  | Año         |
| ------------------- | ----- | ----------- |
| New Wave Kitakyushu | Japón | 2006 - 2008 |
| Tochigi Uva FC      | Japón | 2009 - 2010 |
| YSCC Yokohama       | Japón | 2011        |
| Grulla Morioka      | Japón | 2012 - 2014 |

## Estadística de carrera

### J. League
| Club           | Año   | J. League | J. League | Copa J. League | Copa J. League | Total | Total |
| Club           | Año   | Part.     | Goles     | Part.          | Goles          | Part. | Goles |
| -------------- | ----- | --------- | --------- | -------------- | -------------- | ----- | ----- |
| Grulla Morioka | 2014  | 15        | 0         | -              | -              | 15    | 0     |
| Total          | Total | 15        | 0         | 0              | 0              | 15    | 0     |